# Passo Vezzena

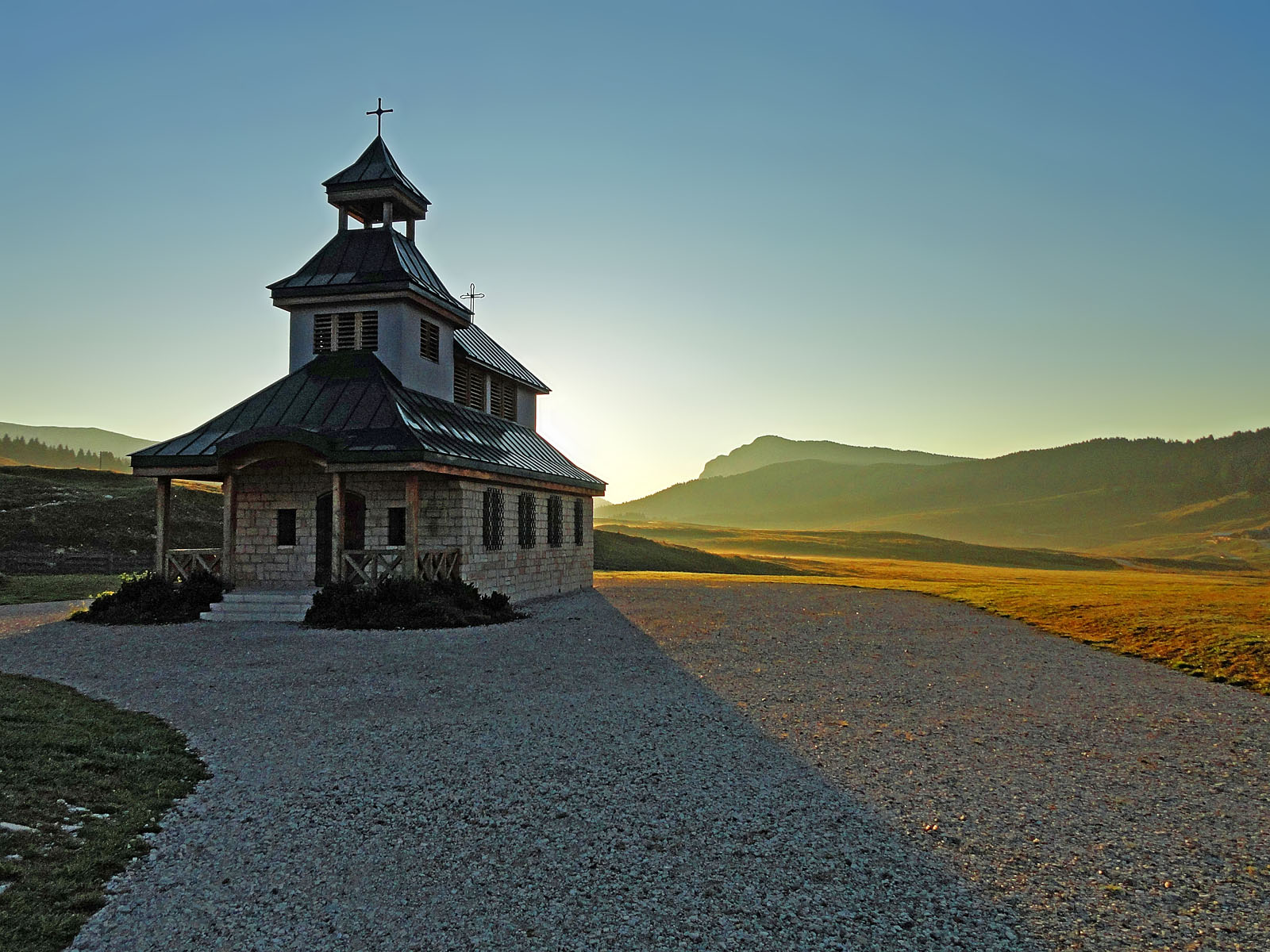
Zita Kapelle

Der Passo Vezzena  ist ein 1417 m s.l.m. hoher Gebirgspass auf der Hochebene von Lavarone in der Provinz Trient.

## Geschichte
Der Vezzena-Pass ist bereits auf spätmittelalterlichen Karten verzeichnet.
Während des Gebirgskrieges 1915–1918 lag der Pass bis zur österreichisch-ungarischen Südtiroloffensive im Mai 1916 in unmittelbarer Frontnähe zwischen dem nördlich vom Pass gelegenen Werk Verle und dem südlich gelegenen zum Stützpunkt ausgebauten Col Basson.

## Lage und Umgebung
Die Passstraße, Strada Statale SS 349 bzw. SP 349, führt von Lavarone über die Passhöhe am Rifugio Vezzena nach Asiago. Die eigentliche Passhöhe gestaltet sich eher als Hochebene denn als ausgeprägter Pass, auf der gesamten Strecke von Lavarone bis Asiago sind außerdem nur sehr wenige Kehren zu überwinden.
Auf der Passhöhe führt Richtung Norden die Erzherzog-Eugen-Straße, eine ehemalige Militärstraße, die für KFZ gesperrt ist. Richtung Süden führt die Strada provinciale SP 9 nach Lusern. Gut 2 km westlich der Passhöhe beginnt an der SS 349 die Kaiserjägerstraße.
In der Nähe der Passhöhe liegen ehemals österreichische Sperrwerke, nördlich das Werk Verle und, nahe der Cima Vezzena (1908 m s.l.m.), der Posten Vezzena, südlich der Passhöhe das Werk Lusern. Die weiter östlich liegenden italienischen „Gegenstücke“ Forte Monte Verena und Forte Campolongo sind besser aus Richtung Asiago zu erreichen.

### Höhe
Laut der Karte des italienischen Portale Cartografico Nazionale liegt die Passhöhe auf 1417 m s.l.m., das Hinweisschild vor Ort gibt allerdings nur 1402 m s.l.m. an.